# 15582 Расселберроуз
15582 Расселберроуз (15582 Russellburrows) — астероїд головного поясу, відкритий 5 квітня 2000 року.
Тіссеранів параметр щодо Юпітера — 3,245.